# Rigers Hoxha
Rigers Hoxha (Croia, 9 marzo 1985) è un ex calciatore albanese, di ruolo difensore.